# Ernst August Hellmuth von Kiesenwetter
Ernst August Hellmuth von Kiesenwetter (* 5. November 1820 in Dresden; † 18. März 1880 ebenda) war ein deutscher Jurist und Entomologe.

## Leben

### Familie
Die Familie Kiesenwetter ist ein Adelsgeschlecht aus dem Kurfürstentum Sachsen. Hieronymus Khisewetter erhielt als kursächsischer Stiftskanzler in Merseburg den rittermäßigen Adelsstand per Diplom, ausgestellt am 1. Januar 1565 zu Wien. Die Familie teilte sich während des 17. Jahrhunderts in zwei Linien.
Ernst August von Kiesenwetter (* 18. Oktober 1794 in Niederreichenbach, heute Ortsteil von Reichenbach im Vogtland), aus der zweiten Linie zu Leippa, starb am 20. Juni 1841 in Oberreichenbach als königlich sächsischer Hauptmann außer Dienst. Er heiratete am 17. Februar 1820 in Dresden Elisabeth Henriette von Kyaw (* 14. Juli 1796 in Halle an der Saale; † 25. März 1827 in Freiberg), eine geborene von Witzleben. Ernst August Hellmuth war eines von zwei Kindern des Paares, er hatte noch eine jüngere Schwester.

### Beruflicher Werdegang
Kiesenwetter besuchte das Gymnasium in Bautzen und bestand 1840 die Maturitätsprüfung. Schon früh betrieb er entomologischen Studien, vor allem Schmetterlinge in ihren verschiedenen Entwicklungsstadien, und sammelte die verschiedenen Arten. An der Universität Leipzig begann er ein Jurastudium, das er 1843 beenden konnte. An der Leipziger Universität machte er Bekanntschaft mit dem Professor und Botaniker Gustav Kunze, der seine Interessen weiter förderte. Auch mit dem Professor und Entomologen an der Universität Berlin Hermann Rudolf Schaum kam er in Kontakt, was ihn bewog sich nun der Koleopterologie zuzuwenden.
Noch 1843 absolvierte Kiesenwetter das juristische Staatsexamen und trat in den sächsischen Verwaltungsdienste ein. 1849 wurde er als Referendar, zunächst in Bautzen später in Dresden und in Leipzig, angestellt. Während dieser Zeit veröffentlichte er in verschiedenen Zeitschriften zahlreiche kleinere und größere koleopterologische Arbeiten, die große Beachtung fanden. 1854 wurde er zum Regierungsrat bei der Kreisdirektion Leipzig ernannt und kam 1856 als solcher an die Kreisdirektion Bautzen. Im folgenden Jahre erschien der erste Band seines größeren Werkes Naturgeschichte der Insekten Deutschlands, das er 1877 mit dem fünften Band abschließen konnrte. 1871 wurde er als Geheimer Regierungsrat in das sächsische Innenministerium nach Dresden berufen.
Ernst August Hellmuth von Kiesenwetter starb am 18. März 1880, im Alter von 59 Jahren, in Dresden an einem Herzleiden. Auf wissenschaftlichen Reisen nach Griechenland 1852, an den Monte Baldo 1861 und nach Spanien 1865 konnte er seine Privatsammlungen erweitern und bearbeitete sie wissenschaftlich selbst. Seine Käfersammlung ist in der Zoologischen Staatssammlung München und seine Sammlung von Hautflüglern und Wanzen im Museum für Tierkunde Dresden. Seit 1866 war Kiesenwetter Mitglied der Deutschen Akademie der Naturforscher Leopoldina. Sein zoologisches Autorenkürzel war: Kiesenwetter.

### Ehe und Nachkommen
Ernst August Hellmuth von Kiesenwetter heiratete am 21. Mai 1855 in Dresden  Klara Maria von Erdmannsdorff (* 12. Juli 1825 in Zibelle; † 1. April 1886 in Dresden). Ein Sohn des Paares war der Generalmajor Hermann von Kiesenwetter. Er erhielt zusammen mit seinen älteren Brüdern Ernst, sächsischer Regierungsrat, und Otto, sächsischer Rittmeister, am 8. Juni 1907 eine Eintragung in das königlich sächsische Adelsbuch unter der Nummer 269. Eine königlich sächsische Genehmigung zur Weiterführung der Namensform von Kiesenwetter erfolgte am 16. November 1912 zu Dresden für alle drei.

## Publikationen (Auswahl)
- Naturgeschichte der Insecten Deutschlands. Erste Abtheilung. Coleoptera. Vierter Band. Berlin 1863 (digitale-sammlungen.de).
- Beitrag zur Käferfauna Griechenlands. (Neuntes Stück.) Curculionidae. In: Deutsche Entomologische Zeitschrift. Band 8, 1864, S. 239–294 (zobodat.at [PDF]).
- Beitrag zur Käferfauna Spaniens. (Erstes Stück.) Malacodermata, Melyridae. In: Deutsche Entomologische Zeitschrift. Band 10, 1866, S. 241–274 (zobodat.at [PDF]).
- Beitrag zur Käferfauna Spaniens. (Zweites Stück.) Melyridae (Fortsetzung), Ptinidae. In: Deutsche Entomologische Zeitschrift. Band 11, 1867, S. 109–134 (zobodat.at [PDF]).
- mit Theodor Reibisch: Der Naturaliensammler. Das Anlegen und Aufbewahren von Naturaliensammlungen, Spamer, Leipzig und Berlin 1881 (books.google.de)